# Hypamblys innotator
Hypamblys innotator är en stekelart som beskrevs av Aubert 1998. Hypamblys innotator ingår i släktet Hypamblys och familjen brokparasitsteklar. Inga underarter finns listade i Catalogue of Life.